# Marjon Hoffman
Pour les articles homonymes, voir Hoffman.
 (octobre 2018).
Si vous disposez d'ouvrages ou d'articles de référence ou si vous connaissez des sites web de qualité traitant du thème abordé ici, merci de compléter l'article en donnant les références utiles à sa vérifiabilité et en les liant à la section « Notes et références ».
Marjon Hoffman, née le 25 septembre 1971 à Amsterdam, est une écrivaine et femme de lettres néerlandaise.